# 李晓挺
李晓挺（1989年1月3日—），是一名中国足球运动员，现以租借方式效力中甲球队哈尔滨毅腾，司职右后卫或右中场。

## 俱乐部生涯
2000年，李晓挺进入大连西岗区体校，开始接受足球训练，之后进入大连毅腾梯队。2006年，李晓挺被提升进入一队，跟随将主场迁至哈尔滨的哈尔滨毅腾参加中国足球乙级联赛。在2006赛季，他跟随球队获得乙级联赛亚军，升级到中甲联赛。2007赛季，由于呼和浩特足球俱乐部退出中甲联赛,提前保级成功的哈尔滨毅腾派出大批年轻球员出场，李晓挺也获得锻炼机会，在该赛季联赛出场12次。2008赛季，李晓挺随队南迁到烟台，出场时间进一步增加，但球队以一分之差位列积分榜末位，降级回到乙级联赛。2009年底，新成立的大连阿尔滨邀请李晓挺加盟，但由于价格原因而未能谈妥。2011年，连续两年冲甲失败的大连毅腾北迁回到哈尔滨。他在该赛季出场17次，射进3球，帮助球队获得乙级联赛冠军，再次升级进入中甲联赛。2012赛季，他在中甲联赛中出场25次，并有9球进账，位列射手榜第11位、中国籍球员第3位。
2013年2月26日，哈尔滨毅腾接受中国足球超级联赛球队长春亚泰260万人民币的开价。2月28日，李晓挺和长春亚泰签订一份为期5年的合同。3月16日，他在中超第二轮长春亚泰客场0比2不敌山东鲁能泰山的比赛第33分钟替补张文钊出场，首次在中超联赛亮相。4月13日，李晓挺在长春亚泰主场迎战武汉卓尔的比赛中替补出场并首开纪录，射进个人的首个中超比赛进球，但最终长春亚泰被对手1比1逼平。
2015年1月31日，李晓挺以租借的方式重返母队哈尔滨毅腾，代表毅腾参加2015赛季的比赛。